# Olympisches Dorf (Turin)

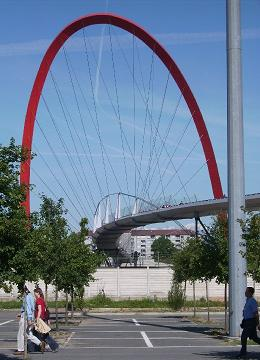
Brücke

Bei den Olympischen Winterspielen 2006 in Turin gab es erstmals drei olympische Dörfer, welche für insgesamt 5000 Personen Platz boten.

## Beschreibung
Das Hauptdorf befand sich in der Stadt Turin selbst, ein weiteres in Melezet und das letzte in Sestriere. Ein Vorteil dieser dezentralen Organisation bestand in den kürzeren Reisezeiten zwischen der Unterkunft und den Austragungsorten. Außerdem konnten sich die Athleten bereits an das jeweilige Klima gewöhnen, in welchem sie die Wettkämpfe bestreiten mussten. Grundsätzlich bestand die Möglichkeit, die Unterkunft in einem der drei Orte frei zu wählen, was von den Athleten und Verbänden sehr begrüßt wurde.
| Fläche            | Turin: über 10 ha |
| Kapazität         | insgesamt 5.000 Personen |
| Baukosten         | EUR 20 Millionen |
| vorherige Nutzung | - Turin: ehemaliger Großhandelsmarkt, Bau aus den 1930er Jahren - Bardonecchia: Renovierung der „Colonia Medail“, ein historisches Gebäude aus den späten 1930er-Jahren - Sestriere: Club Med und die Valtur-Türme |
| Nachnutzung       | Nutzung durch die Stadt sowie für wissenschaftliche und sportliche Zwecke |

## Architektur
2002 gewann das Münchner Nachfolgerbüro von Otto Steidle, Steidle Architekten, den Wettbewerb für den städtebaulichen Masterplan des Olympischen Dorfs. Neben Steidle Architekten errichteten unter anderem Adolf Krischanitz, Diener & Diener, Hilmer & Sattler, Ortner & Ortner und Albert Constantin Wohngebäude auf dem Areal. Das Farbkonzept stammt von dem Berliner Künstler Erich Wiesner.